# Asselborner Mühle
Asselborner Mühle ist ein Ortsteil im Stadtteil Asselborn von Bergisch Gladbach.

## Geschichte
Die Asselborner Mühle ist eine ehemalige Getreidemühle. Die Anlage wurde vermutlich zusammen mit dem Bau des freiadeligen Ritterguts Hof Asselborn errichtet, dessen Gründungsdatum in das Spätmittelalter zurückreicht. In der Mitte des 20. Jahrhunderts wurde der Mühlenbetrieb eingestellt. In den Gebäuden wurde ein Ausflugslokal eingerichtet. Der Gastronomiebetrieb wurde 2011 eingestellt. Anschließend wurden die Gebäude zu Wohnzwecken umgebaut.

## Baudenkmal
Die ehemalige Asselborner Mühle wurde am 24. Februar 1982 als Baudenkmal Nr. 6 in die Liste der Baudenkmäler in Bergisch Gladbach eingetragen.